# Erpobdella monostriata
Erpobdella monostriata (Ерпобделла односмужкова) — вид п'явок роду Erpobdella родини Erpobdellidae підряду Erpobdelliformes ряду Безхоботні п'явки (Arhynchobdellida). Це таксон спочатку описаний як «Nephelis octoculata var. monostriata». Потім епітет monostriata було використано для позначення п'явки Herpobdella atomaria var. monostriata. У 1962 році отримало назву Herpobdella monostriata. У 2012 році перейменовано на Erpobdella monostriata.

## Опис
Загальна довжина досягає 15-21 мм, завширшки 2—5,2 мм. Поверхня тіла гладенька, без сосочків. Тіло складається з 5-кільцевих сомітів. Гонопори відокремлені, присутні на 4 кільці соміта.
Забарвлення світло-коричневого кольору. По спині проходить 1 смужка більш темна, розмита. У багатьох особин вона майже не помітна, більш чітко проявляється після загибелі.

## Спосіб життя
Зустрічається в озерах, часто гірських, лісних, лагунах біля моря. Є хижаком, що полює на дрібних водних безхребетних (насамперед олігохетів), яких заковтує цілком.
Відкладає кокон, в якому може міститься до 10 яєць в кожному.

## Розповсюдження
Поширено переважно на півночі ФРН (Мекленбург-Померанія, Гольштейн, Мекленбург). Також зустрічається в Нідерландах, Данії, південній Швеції, північній та південній Польщі, Литві. Невеличкі ареали знаходяться в Білорусі, Україні (Закарпатська область) та Росії (Воронезька область).